# Beroun
Beroun (niem. Beraun) − miasto w Czechach, w kraju środkowoczeskim. Leży u zbiegu rzek Berounka i Litavka.  Według danych z 31 grudnia 2006 powierzchnia miasta wynosiła 3131 ha. Według danych Czeskiego Urzędu Statystycznego na 1 stycznia 2023 liczba mieszkańców wynosiła  20 809 osób.

## Podział miasta

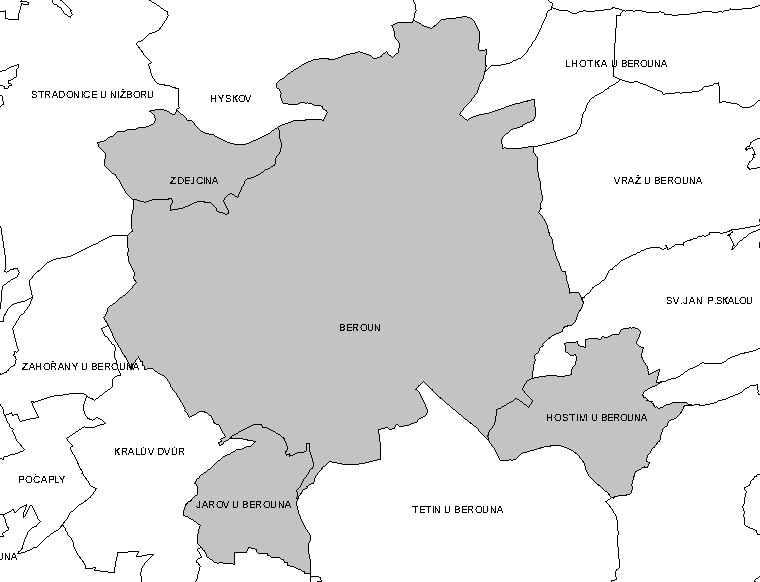
Podział miasta

- Beroun (Beroun-Centrum, Beroun-Město, Beroun-Zavadilka, Beroun-Závodí)
- Hostim u Berouna (Beroun-Hostim)
- Jarov u Berouna (Beroun-Jarov)
- Zdejcina (Beroun-Zdejcina)

## Gospodarka
W mieście rozwinął się przemysł maszynowy, elektrotechniczny, materiałów budowlanych, włókienniczy oraz spożywczy.

## Demografia
| Rok             | 1970   | 1980   | 1991   | 2001   | 2003   | 2017   |
| --------------- | ------ | ------ | ------ | ------ | ------ | ------ |
| Liczba ludności | 17 805 | 17 387 | 18 005 | 17 459 | 17 550 | 19 307 |

Źródło: Czeski Urząd Statystyczny

## Sport
- Medvědi Beroun 1933 – klub hokejowy

## Urodzeni w Berounie
- Leoš Mareš (ur. 1976) − czeski muzyk oraz prezenter radiowy i telewizyjny.
- Tomáš Macháč (ur. 2000) − czeski tenisista

## Miasta partnerskie
- Brzeg, Polska
- Condega, Nikaragua
- Goslar, Niemcy
- Rijswijk, Holandia